# Fast Toys
Fast Toys is een Brits merk van lichte motorfietsen, quads en buggies.
Dit bedrijf produceert lichte terreinmotoren van 70- tot 300 cc. die niet geschikt zijn voor wedstrijdgebruik maar uitsluitend bedoeld zijn als vrijetijdsbesteding. Deze worden geleverd onder de merknaam White Knuckle.
Daarnaast maakt men 100- tot 500 cc quads onder de naam Quadzilla, zowel voor straat- als terreingebruik en buggies tot 500 cc. De motoren die in de buggies gebruikt worden komen van Piaggio en Franco Morini.
Het dealernetwerk beperkte zich in 2006 nog tot Noord-Ierland en het Verenigd Koninkrijk